# Deutsche Bahn
Deutsche Bahn AG (n.đ. Công ty cổ phần Đường sắt Đức) viết tắt DB AG hay DB là một công ty vận tải đường sắt Đức có trụ sở tại Berlin. Nó được lập ra vào năm 1994 từ sự hợp nhất giữa Deutsche Bundesbahn và Deutsche Reichsbahn thành một công ty cổ phần. Công ty nhà nước này là công ty vận tải đường sắt và công ty cơ sở hạ tầng đường sắt lớn nhất ở Trung Âu và đã hoạt động quốc tế trong nhiều năm.
Tập đoàn này có hơn 1.000 công ty con. Các công ty con nổi tiếng nhất trong giao thông vận tải đường sắt là DB Regio (vận tải hành khách), DB Fernverkehr (vận chuyển hành khách đường xa) và DB Cargo (vận tải hàng hóa). DB Netz sở hữu và điều hành cơ sở hạ tầng đường sắt, và có mạng lưới đường sắt lớn nhất ở châu Âu. Trong vận tải đường sắt, tập đoàn ngày nay thu nhập khoảng một nửa tổng doanh thu. Nửa còn lại nhờ hoạt động kinh doanh thâu được từ doanh nghiệp vận chuyển bổ sung và hậu cần cũng như các nhà cung cấp dịch vụ khác.
Trụ sở chính ban đầu là trụ sở cũ của Bundesbahn ở Frankfurt. Sau khi tòa nhà Bahntower ở Potsdamer Platz hoàn thành, trụ sở chính được chuyển về Berlin vào năm 2000, bộ phận phát triển của Tập đoàn và một số đơn vị khác vẫn ở Frankfurt.
Vốn cổ phần của công ty là 2,15 tỷ euro, Cộng hòa Liên bang Đức là chủ sở hữu của tất cả các cổ phiếu. Vì không có giao dịch cổ phần, do đó theo cấu trúc sở hữu đó là một doanh nghiệp nhà nước tổ chức theo luật tư. Tập đoàn thu nhập một phần doanh thu từ hợp đồng vận chuyển với khu vực công; ngoài ra nó cũng được trợ cấp để bảo trì và mở rộng cơ sở hạ tầng.